# Tipografic Majuscul (piesă de teatru)
Tipografic Majuscul este o piesă de teatru semnată de Gianina Cărbunariu, pusă în scenă în 2013.

Spectacol-colaj de ficțiune ready-made (quasi-documentar), este o coproducție dramAcum / Divadelná Nitra / Teatrul Odeon, parte a proiectului european „Vieți paralele - Secolul 20 văzut prin ochii Poliției Secrete”, cofinanțat de Comisia Europeană și Goethe-Institut .

Selectat în numeroase festivaluri și premiat Uniter, însumează peste 120 de reprezentații.

În 2020, a fost adaptat în docudrama omonimă regizată de Radu Jude. O parte din echipa originală este prezentă episodic în film.

## Prezentare
Piesă memento, reconstituie ultimii ani din viața  street artist-ului protestatar Mugur Călinescu, pe baza dosarului de urmărire informativă (DUI) „Elevul”, întocmit de Securitate, completat cu interviuri.

Cazul, documentat de Mihail Bumbeș, a fost expus în volumul lui Marius Oprea, Șase feluri de a muri, capitolul  . Subcapitolul Hainele regelui a inspirat titlul piesei.

Scenografie

S-a optat pentru un decor minimalist, animat cu videoproiecții live pe panou multifuncțional (split-screen).

## Distribuție
- Silvian Vâlcu – Mugur Călinescu
- Cătălina Mustață⁠(d) – Mama, multirol
- Gabriel Răuță⁠(d) – Tatăl, Portar, Cetățean, Șef de echipă, Instalator, Locatar, Cadru didactic, Ofițer învățământ
- Alexandru Potocean – Anchetator, Coleg, multirol
- Mihai Smarandache⁠(d) – Anchetator, Coleg, multirol

## Parallel Lives
Turneul „Parallel Lives” / „Paralelné životy” – 20th Century Through the Eyes of Secret Police este un proiect de conectare a instituțiilor partenere din Slovacia (SK), Germania (DE), Cehia (CZ), Ungaria (HU), Polonia (PL) și România (RO, afiliat Teatrul Odeon) prin 6 producții teatrale bazate pe studiul arhivelor Poliției Secrete.
- Nitra, Festivalului Internațional „Divadelná” („Nitrafest”), septembrie 2013 – Typografia Majuskula[26][27]
- Bratislava, Minifestival „Pro-thesis”, aprilie 2014 (CZ, DE, PL, RO, SK)
- Dresda, iunie 2014  (CZ, DE, HU, PL, RO, SK)

- Praga, Teatrul Național, octombrie 2014[28] (CZ, DE, PL, RO, SK)
- Budapesta, noiembrie 2014 (RO)
- Cracovia, aprilie 2015 (PL, RO, SK)

## Festivaluri

### Extern
- Festivalul Internațional „Transitions: 1.Balkans”, Atena, Centrul Cultural Onassis, martie 2014[29]
- Festivalul Internațional „Konfrontacje Teatralne”, Lublin, Centrul Cultural, octombrie 2014[30]
- „Intercity Theatre Festival”, Florența, octombrie 2016

### Intern
- Festivalul Internațional „Temps d’images”, Cluj, Sala Radio, noiembrie 2013[31]
- Festivalul International de Film Documentar Dedicat Drepturilor Omului „One World Romania” OWR7, Bucuresti, martie 2014[32][33][34]
- Festivalul European al Spectacolului Timișoara – Festival al Dramaturgiei Românești - FEST-FDR, 15 mai 2014[35][36][37]
- Festivalul Internațional de Teatru Nou, Arad, Teatrul Ioan Slavici, 16 mai 2014
- Festivalul Internațional „Atelier”, Sfântu – Gheorghe, Teatrul Andrei Mureșanu, 3 iunie 2014
- Festivalul Internațional de Teatru de la Sibiu, Teatrul Gong, 7 iunie 2014[38]
- Festivalul de Teatru Scurt, Oradea, Teatrul Regina Maria, septembrie 2014
- Festivalul Național de Teatru - FNT, București, octombrie 2014[39][40][41]
- Festivalul de Teatru pentru Adolescenți „Excelsior Teen Fest”, Teatrul Odeon, septembrie 2015[42][43]
- Festivalul Teatrului Contemporan „draMA”, Odorheiu Secuiesc, 6 octombrie 2015
- „Bucharest Art Week”, 16 octombrie 2015[44]
- Festivalul Teatrului Tânăr FITPTI, Iași, Teatrul Luceafărul, octombrie 2017[17]
- Festivalul de Teatru Politic „Scenele Memoriei II”, Brașov, Centrul Cultural Reduta, mai 2019[45][46]
- Festivalul de Teatru Piatra Neamț „Succes”, Teatrul Tineretului, septembrie 2019[47][48]
- Festivalul Tânăr de la Sibiu, Teatrul Gong, octombrie 2019[49][50]

## Premii
Senatul UNITER:
- Premiul special pentru teatru-document – Gianina Cărbunariu, pentru spectacolul-studiu Tipografic majuscul, 2014[51][52]

Festivalul Internațional de Teatru „Atelier”, Sfântu Gheorghe, 2014:
- Premiul pentru cel mai bun spectacol
- Premiul pentru cel mai bun regizor – Gianina Cărbunariu
- Premiul pentru cel mai bun actor în rol principal – Alexandru Potocean, Mihai Smarandache, Gabriel Răuță
- Premiul Centrului de Cultură „Arcuș” pentru regie – Gianina Cărbunariu[53]

Festivalul de Teatru Scurt, Oradea, 2014:
- Premiul pentru cel mai bun regizor – Gianina Cărbunariu
- Nominalizare pentru cel mai bun spectacol[54]

Festivalul de Teatru pentru Adolescenți „Excelsior Teen Fest”:
- Premiul pentru cel mai bun spectacol , 2015[55]